# Крапивін Владислав Петрович
Владисла́в Петро́вич Крапи́він (рос. Владисла́в Петро́вич Крапи́вин; 14 жовтня 1938, Тюмень, Омська область — 1 вересня 2020, Єкатеринбург, Росія) — радянський та російський дитячий письменник, письменник-фантаст та педагог.

## Біография
Владислав Крапивін народився у сім'ї педагогів Петра Федоровича (1905—1976) та Ольги Петрівни Крапивіних (1905—1988). Він був третьою дитиною у сім'ї, яка перебралася до Тюмені з Кірова (колишньої Вятки), де батько Крапивіна служив православним священником, проте був вимушений зректися сану та покинути місце служби, рятуючись від репресій. Цей епізод сімейної історії залишався таємницею для самого Владислава Крапивіна аж до похилого віку.
У дитинстві майбутній письменник навчився вигадувати цікаві історії, які розповідав у колі своїх однолітків. Після закінчення школи в 1956 році Крапивін вступив на навчання на факультет журналістики Уральского державного університету імені Максима Горького. Під час навчання він брав участь у роботі літературного гуртка, яким керував редактор «Уральского следопыта» В. М. Шустов.
Після другого курсу Крапивін проходив виробничу практику в «Комсомольській правді», де працював у відділі учівської молоді, в якому познайомився із Симоном Соловейчиком, творцем педагогіки співробітництва.
Як літератор-початківець, Владислав Крапивін, згідно його особистого визнання, зазнав великого впливу Костянтина Паустовського, вивчав його творчість, та навіть був на його похованні. На нараді молодих письменників у Москві в 1963 році він займався в секції дитячої літератури під керівництвом Льва Кассіля.
У 1959 році в газеті «Вечерний Свердловск», у якій він розпочав працювати ще в студентські роки, опубліковане перше оповідання Владислава Крапивіна «Восьма зірка». Пізніше Крапивін також співпрацював із журналом «Уральский следопыт», у якому також була опублікована низка оповідань письменника. У 1962 році в свердловському видавництві вийшла друком перша збірка творів Крапивіна "Рейс «Оріона». У 1964 році Владислава Крапивіна прийнято членом Спілки письменників СРСР.
У 70-80-х роках XX століття Владислав Крапивін був членом редколегії журналів «Пионер» та «Уральский следопыт». У 2007 році письменник переїхав із Єкатеринбурга до Тюмені. «Єкатеринбург намагаються перетворити в якийсь Лас-Вегас, — сказав письменник. — Таке місто мені чуже, я не хочу в ньому жити» (рос. Екатеринбург пытаются превратить в какой-то Лас-Вегас. Такой город мне чужой, я не хочу в нем жить.). У Тюмені його обрали професором Тюменського державного університету, у якому Крапивін проводив для студентів школу літературної майстерності. 15 червня 2011 року в літературно-краєзнавчому центрі Тюмені відкрито музей Владислава Крапивіна із постійною експозицією «Славка з вулиці Герцена», яка складається з речей із життя і творчості письменника. Проте у жовтні 2013 року Крапивін повернувся до Єкатеринбурга.
Усього вийшло друком більш ніж 200 видань книг Крапивіна на різних мовах світу. З 2006 року присуджується щорічна Міжнародна дитяча літературна премія імені В. П. Крапивіна. Головою журі є сам Владислав Крапивін.

## Літературна творчість
Владислав Крапивін більш ніж 50 років професійно займається літературною творчістю, У 2000—2001 годах видавництво «Центрполиграф» опублікувало 30-томну збірку творів Крапивіна. У газеті «Книжное обозрение» Крапивін названий «класиком дитячої літератури». На думку культуролога С. Б. Борисова, із усіх написаних письменником творів за п'ятдесят років можна виділити групу його книг 1965—1982 років, які стали системо- та змістоутворюючим центром соціокультурно визнаного явища «дитячий письменник В. Крапивін» та народили образ-поняття «крапивінські хлопчаки».
На думку С. Б. Борисова, базовий корпус творів «крапивінської прози» складають:
- «Зброєносець Кашка» (1965);
- «Вальчині друзі та вітрила» (1966);
- «Утеча рогатих вікингів» (1969);
- «Тінь Каравелли» (1970);
- «Пурпурові пера стріл» (1971);
- «Хлопчик зі шпагою» (1973—1975);
- «Мушкетер і фея» (1975);
- «Килим-самоліт» (1975);
- « Журавленя і блискавки» (1981);
- «Казки Севки Глущенка» (1982)

Magnum opus Владислава Крапивіна серед нефантастичних творів вважається повість «Хлопчик зі шпагою», вперше опублікована в журналі «Пионер» у 1974 році (який виходив на той час тиражем у 1 550 000 примірників). Пізніше назва повісті стала назвою трилогії, куди входять також повісті «Вершники зі станції Роса» та «Флаг-капітани», а сама центральна повість стала називатися «Зоряний час Сергійка Каховського». Менш ніж за 7 років після першої публікації трилогії в журналі «Пионер» (1973—1975 роки) вона вийшла окремим виданням у 1981 році у престижній серії «Золота бібліотека. Вибрані твори для дітей та юнацтва».
У 80-х роках XX століття у творчості Владислава Крапивіна збільшується доробок у казково-фантастичному жанрі, в якому він написав цикл творів про дітей філософсько-фантастичного змісту під спільним заголовком «У глибині Великого Кристала».
У 2017 році на запитання журналіста Дм. Бикова «Чи Ви хоч приблизно уявляєте, скільки написали?» Крапивін відповів: «Ніколи не рахував. Думаю, десь 50 повістей… чи вже 70? Романів десь 30… Усіх, кому набридло, можу втішити: років десь у 75 я вирішив зупинитися. Закінчив „Перевулок капітана Лухманова“ і сказав собі, що ця річ — остання»" (рос. Никогда не считал. Думаю, порядка 50 повестей… или уже 70? Романов около 30... Всех, кому надоело, могу утешить: лет примерно в 75 я решил остановиться. Закончил «Переулок капитана Лухманова» и сказал себе, что эта вещь — последняя).

## Педагогічні погляди та діяльність
Одночасно з літературною творчістю Владислав Крапивін займається проблемами дитинства та дитячого руху, вивчає педагогіку Януша Корчака, А. С. Макаренка, В. О Сухомлинського. У 1961 році Владислав Крапивін створив У Свердловську дитячий різновіковий загін «Каравелла», який у 1965 році отримав статус окремої піонерської дружини та прес-центру всесоюзного журналу «Пионер». Оскільки дитячий рух у той час у СРСР був дозволений лише у стінах загальноосвітньої школи, то існування автономної дитячої організації сприймалось багатьма як загроза існуючій системі. Противники загону здійснили кілька спроб припинити діяльність «Каравелли», проте Крапивіну вдалось відстояти організацію. Пізніше письменник згадував:
Мене неможливо було вигнати з роботи — ось із чим стикнулись тодішні чиновники. З письменників мене вигнати можна було лише на з'їзді письменників або в невідкладних випадках на пленумі. А за що? Слава Богу, там люди ж були не всі дурні. За то, що він працює з дітьми і посварився із місцевим домоуправлінням? За це письменницький пленум не вижене з письменників. Позбавити мене зарплати було неможливо, оскільки я заробляв лише книгами. Заборонити загін? Ну заборонили загін, ну, на крайній випадок, відібрали приміщення. Проте невже мені було важко звикати збирати по тридцять людей у себе у квартирі? Ну як це заборониш? Ну й забороняй. Міліцію викличеш? Він, паразит, візьме й репортаж про це гримне в «Комсомольську правду.»
Оригінальний текст (рос.)
Меня невозможно было выгнать с работы — вот ведь с чем сталкивались тогдашние чиновники. Из писателей меня выгнать можно было только на съезде писателей или в крайнем случае на пленуме. А за что? Слава богу, там люди же были не все дураки. За то, что он работает с детьми и поссорился с местным домоуправлением? За это пленум писательский не выгонит из писателей. Лишить меня зарплаты было нельзя, так как я зарабатывал только книгами. Запретить отряд? Ну запретили отряд, ну, в крайнем случае, отобрали помещение. Но мне привыкать, что ли, было собирать по тридцать человек у себя в квартире? Ну как это запретишь? Ну и запрети. Милицию вызовешь? Он, паразит, возьмёт да репортаж об этом грохнет в «Комсомольскую правду
Девізом «Каравелли» стала клятва: «Я вступлю у бій з будь-якою несправедливістю, підлістю і жорстокістю, де б їх не зустрів. Я не стану чекати, коли на захист правди стане хтось раніше за мене», яку також включили до статуту загону (пункт № 5). У буднях загону формувався образ нового романтичного героя — сміливого й безкорисливого, який не сприймає міщанську мораль та обивательський образ життя, який виділяється серед своїх однолітків загостреним почуттям справедливості, який поспішає туди, де найважче. Такий герой зайняв центральне місце у творчості письменника.
«Коли я писав „Хлопчика зі шпагою“, поруч зі мною, разом зі мною, ріс і працював загін юних моряків, юнкорів та фехтувальників. Не було б цих хлопчаків — не було б і книги, і тому я присвячую її матросам, барабанщикам, штурманам і капітанам загону „Каравелла“»
Оригінальний текст (рос.)
«Когда я писал „Мальчика со шпагой“, рядом со мной, вместе со мной, рос и работал отряд юных моряков, юнкоров и фехтовальщиков. Не будь этих ребят — не было бы и книги, и потому я посвящаю её матросам, барабанщикам, штурманам и капитанам отряда „Каравелла“.
В інтерв'ю газеті «Собеседник» Владислав Крапивін на питання, чи багато часу він проводив у «Каравеллі», він відповів, що десь до сорока років бував кожен день, потім через день. «Каравеллу» регулярно намагалися закрити, проте за нею стояв головний редактор журналу «Пионер» Фурін, який зробив «Каравеллу» офіційною флотилією журналу. Кожен раз, коли поставало питання, що Крапивін наражає дітей на ризик, він розумів, що єдиним виходом із такої ситуації є найретельніше дотримання правил техніки безпеки. На запитання, як вдавалось під час навчання уникати перевертання човнів та яхти, Крапивін відповів, що усі неодноразово переверталися, оскільки це є штатною ситуацією під час навчання на воді. Дослідники творчості письменника зазначають нерозривний зв'язок літературної творчості письменника з його педагогічною діяльністю. Сергій Баруздін вказував, що загін «Каравелла» став реальним втіленням у життя педагічних ідей Владислава Крапивіна.
У 80-х роках XX століття «Учительская газета» публікує цикл статей В. П. Крапивіна, присвячених актуальним проблемам педагогіки. У них письменник формулює свої педагогічні погляди, зокрема відстоює ідею цінності дитинства, як важливого етапу в житті людини, рівноцінного з юністю, зрілістю і старістю; пропонує принцип співробітництва поколінь, як основу розвитку людини і людства в цілому; формулює думку про необхідність присутності у житті високої ідеї, мрії, паралельного простору, як джерела отримання людиною внутрішньої сили та визначення власної місії.
Принцип дружби та співробітництва дітей і дорослих В. П. Крапивін проєкціює не лише на своїх вихованців із загону «Каравелла», але й незнайомих підлітків, які потрапили в складну життєву ситуацію. Відомий випадок, коли письменник прихистив у себе на квартирі брата й сестру з іншого міста, які прислали йому листа із проханням про допомогу.

## Відношення до подій в Україні
Владислав Крапивін підтримав незаконну окупацію російськими військами Криму та Севастополя. Проте пізніше письменник заявив, що його цікавить лише повернення Севастополя, а то, у що перетворилось приєднання Криму, йому зовсім не подобається.

## Особисте життя
Владислав Крапивін з 1964 року був одружений з Іриною Василівною Крапивіною. Старший син Павло та внуки Дарія і Петро живуть у Єкатеринбурзі. Молодший син Олексій живе в Санкт-Петербурзі.
Син Павло співпрацює з батьком, малював ілюстрації до його книг.

## Нагороди та премії

### Нагороди
- Відмінник народної освіти РРФСР (1980)
- знак ЦК ВЛКСМ імені А. Гайдара (1983)
- Орден Трудового Червоного Прапора (1984)
- Орден Дружби народів (1989)
- Почесне звання «Почесний громадянин міста Єкатеринбурга» (1993)[25]
- орден Пошани (2009)[26]
- почесний знак «За заслуги перед Севастополем» (2010)[27]
- почесне звання Свердловської області «Почесний громадянин Свердловской области» (2013)[28]
- Почесне звання «Почесний громадянин міста Тюмені» (29 травня 2014)[29]
- Медалі
- Почесний знак «За вірність Аркадію Гайдару» (14 листопада 2016)[30]

### Премії
- Премія Ленінського комсомолу (1974) — за створення високохудожніх творів та велику роботу з комуністичного виховання піонерів та школярів
- премія «Аеліта» (1983)
- Літературна премія губернатора Свердловської області (1999)
- Премія імені Олександра Гріна (2001)
- Літературна премія «Мала Уранія» (2001)
- Літературна премія імені розвідника Миколи Кузнецова (2003)
- Літературна премія імені Д. Н. Маміна-Сибіряка (2003)
- Меморіальна премія «Орден лицарів фантастики» імені Ігоря Халимбаджі (2003)
- Премія «Великий Роскон» (2006)
- Премія Президента Російської Федерації в області літератури та мистецтва за твори для дітей та юнацтва 2013 року — за внесок у розвиток вітчизняної дитячої літератури та патріотичне виховання підростаючого покоління[31].

## Екранізації
- 1974 — «Вальчині вітрила»[32]
- 1974 — «Зброєносець Кашка» — Центральне телебачення, телестудія «Орлёнок»[33][34], вважається втраченим з 1990 року.
- 1974 — «Вершники на станції Роса» — Центральне телебачення, телестудія «Орлёнок»[33][34][35], вважається втраченим з 1990 року.
- 1975 — «Хлопчик зі шпагою» — Центральне телебачення, телестудія «Орлёнок»[36], вважається втраченим з 1990 року.
- 1978 — «Та сторона, де вітер»
- 1982 — «Колискова для брата»
- 1986 — «Дивовижна знахідка, або Самі звичайні чудеса»[37]
- 2001 — «Ще одна казка про попелюшку»[38]
- 2003 — «Планета»[38]
- 2005 —" Мушкетер і фея"[39]
- 2007 — «Владислав Крапивін: Майстер снів»[40]
- 2008 — «Троє з площі Карронад»
- 2010 — «Легенда острова Двід» (екранізація твору «Діти Синього Фламінго»)
- 2011 — «Втеча рогатих вікінгів». З циклу «Пригоди Джонні Воробйова»[41] (реж. Илля Бєлостоцький). Матеріали фільму повністю відзняті. У січні 2011 року в Губернаторському залі бібліотеки ТюмГУ пройшла демонстрація відзнятих матеріалів.[42][43] У 2018 році розпочались прем'єрні покази на Уралі.[44]

## Цікаві факти
- Спеціально для повісті «Тополина сорочка» композитором Антоном Федоровим написана пісня, для виконання змішаним (жіночим і чоловічим складами) хором, із такою ж назвою.[45]
- Письменник Сергій Лук'яненко признався, що його повісті «Пристань жовтих кораблів», «Лицарі сорока островів» та «Хлопчик і темрява» написани під впливом творчості Владислава Петровича[46]. Проте в повісті «Цар, царевич, король, королевич» (1994) він за допомогою прийому сатиричного абсурду критикує ідею надцінності дитинства, яка характерна для всієї творчості Крапивіна, а також частково пародіює його образ.
- Назва альбому групи «Обе-Рек» «Якірне поле» навіяне повістю Владислава Крапивіна «Застава на Якірному полі».[47]
- У 2016 году Міжнародний астрономічний союз затвердив ім'я Krapivin для астероїда № 407243.[48]

### Оповідання

#### Восьма зірка
Оповідання зі студентських зошитів
- Страна Синей Чайки. (1957); Камень с морского берега (1957); Похищение агента (1958) ; Четыреста шагов (1959); Бабочка (1959); Победитель (1959); Экспедиция движется дальше (1959); Зелёная монета (1959); Овод (1959); Светлый день (1959); Там, где течёт Ориноко (1959); Медленный вальс (1960); Галинка (1960); Имени погибших (1960); Похлёбка с укропом (1960); Осколок моря (1960); Толька (1962).

#### Табакерка з бухти Порт-Джексон
Ранні оповідання з газет і журналів: Прачка (1959); Восьмая звезда (1959); Табакерка (орігинальна назва: «Табакерка из бухты Порт-Джексон») (1959); Письмо Северной королевы (1959); Здесь сражались красногвардейцы (оригінальна назва: «Надпись на брандмауэре») (1959); Тепло с севера (оригінальна назва: «Рик — лайка с Ямала») (1960); Вспомните «Эдельвейс» (1961); Рукавицы (1961); Риск (1962)

#### Рейс «Оріона»
Ранні оповідання: Рейс «Ориона» (1960); Планшет (1960); Костёр (1960); Снежная обсерватория (1959); Самый младший (1961); Трое с барабаном (1961); Минное заграждение (1960); Настоящее (1960); Крепость в переулке (1963).

#### Чому таке ім'я
Оповідання 1960—1963 роківв: Почему такое имя?; Айсберги проплывают рядом; Минута солнца; Рубикон; Подкова; Звёзды пахнут полынью; Крылья; Стенгазета; На берегу; Брат, которому семь. Повесть в рассказах (1962—1964)

#### Переможці
Оповідання різних років: Гвозди (1971); Генка и первый «А» (1963); Капитаны не смотрят назад (1963); Львы приходят на дорогу (1964); Такая была планета (1965); Путешественники не плачут (1967); Победители (1976).

#### Альфа Великої Ведмедиці
Документальні оповідання: Сигнал горниста (1971); Красный кливер (1971); Штурман Коноплёв (1971); Воробьиная ночь (1971); Альфа Большой Медведицы (1971); Первый шаг (1976); След Каравеллы (1963, 1978) (у першому варіанті: «Тень Каравеллы»)

### Романи та повісті
- Белый щенок ищет хозяина. (1962)
- Палочки для Васькиного барабана. (1963)
- Звёзды под дождём. (1964)
- Оруженосец Кашка. (1965)
- Та сторона, где ветер. (1964—1966)
  - Часть первая. (1964)
  - Часть вторая. (1966)
- Валькины друзья и паруса. (1966)
- Лерка (в журнальному варіанті: «Озерный царь»). (1968)
- Тень Каравеллы. (1968—1970)
  - Часть первая. Тень Каравеллы (1968)
  - Часть вторая. По колено в траве (1970)
- Паруса «Эспады». Трилогія
  - Мальчик со шпагой. (1972—1974)
    - Часть первая. Всадники на станции Роса (1972)
    - Часть вторая. Звездный час Серёжи Каховского (1973)
    - Часть третья. Флаг-капитаны (1974)

  - Бронзовый мальчик. (1992)
  - Рыжее знамя упрямства. (2005)
- Алые перья стрел. Трилогія.(У співавторстві з С. П. Крапивіним) (1971—1975)
  - Алые перья стрел.
  - Каникулы Вершинина-младшего.
  - Шесть лет спустя.
- Болтик. (1976)
- Колыбельная для брата. (1978)
- Трое с площади Карронад. (1979)
- Журавлёнок и молнии. (1981)
- Сказки Севки Глущенко. (1982)
- Мушкетёр и фея и другие истории из жизни Джонни Воробьёва. (1969—1985)
  - Бегство рогатых викингов (1969)
  - След крокодила (1975)
  - Мушкетёр и фея (1975)
  - Шлем витязя (1980)
  - Тайна пирамид (1985)
- Острова и капитаны. (1984—1987)
  - Книга первая. Хронометр (Остров Святой Елены)
  - Книга вторая. Граната (Остров капитана Гая)
  - Книга третья. Наследники (Путь в архипелаге)
- Синий город на Садовой. (1991)
- Бабушкин внук и его братья. (1996)
- «Тридцать три — нос утри…». (1997)
- Рассекающий пенные гребни. (1998)
- Дело о ртутной бомбе. (1999)
- Давно закончилась осада… (2000)
- Семь фунтов брамсельного ветра. (2000—2003)
- Битанго. Истории о друзьях и о себе (1979—2000)
  - Книга первая. Шестая Бастионная. Рассказы и повести об улицах детства
    - Сентябрьское утро. (1979—1982)
    - Далеко-далеко от моря… (1984)
    - Алька. (1981)
    - Бастионы и форты. (1985)
    - Стрела от детского арбалета. (1978—1982)
    - Путешествие по старым тетрадям. (1984)
    - Остров Привидения. (1981)
    - Вечерние игры. (1983)
    - Мокрые цветы. (1984—1985)

  - Сандалик, или Путь к Девятому бастиону. (1984)
  - Книга вторая. Золотое колечко на границе тьмы.
    - «Пошёл, все наверх!..» (1992)
    - Клад на Смоленской улице. (1994)
    - Мой друг Форик… (1995)
    - Босиком по Африке. (1993)
    - Битанго. (1994)
    - Золотое колечко на границе тьмы (1994)
    - Заяц Митька. (1996)
    - Однажды играли… (1998)
    - Под созвездием Ориона. (1999)
    - След ребячьей сандалии. (2000)
    - Белые башни Города. (2001)
    - Ржавчина от старых якорей. (2002)
    - Трое в «копейке», не считая зайца Митьки. (У співавторстві з С. Аксененко і А. Керданом) (2001)
    - Непроливашка. (2002)
- Стеклянные тайны Симки Зуйка. (2005)
- Трофейная банка, разбитая на дуэли. (2007)
- Дагги-Тиц. (2007)
- Стальной волосок. Трилогія
  - Бриг «Артемида». (2008)
  - Гваделорка. (2008)
  - Бабочка на штанге. (2009)
- Тополята. (2010)
- Прыгалка. (2010)
- Мраморный кролик. (2011)
- Пироскаф «Дед Мазай». (2011)
- Переулок Капитана Лухманова. (2013)

### Фантастичні романи та повісті
- Страна Синей Чайки. (1957)
- Я иду встречать брата. (1961)
- В ночь большого прилива. Трилогія
  - Далекие горнисты. (1969); ** В ночь большого прилива. (1977); ** Вечный жемчуг. (1977)
- Голубятня на жёлтой поляне. Роман-трилогія (1983—1985)
  - Книга первая. Голубятня в Орехове.
  - Книга вторая. Праздник лета в Старогорске.
  - Книга третья. Мальчик и ящерка.
- Оранжевый портрет с крапинками. (1985)
- В глубине Великого Кристалла. (1988—1991)
  - Выстрел с монитора (1988)
  - Гуси-гуси, га-га-га… (1988)
  - Застава на Якорном Поле (1988)
  - Крик петуха (1989)
  - Белый шарик матроса Вильсона (1989)
  - Лоцман (1990)
  - Сказки о рыбаках и рыбках (1991)
- Помоги мне в пути. (1993)
- Самолет по имени Серёжка. (1994)
- Взрыв Генерального штаба. (1996)
- Мальчик девочку искал… (2000)
- Синий треугольник. (2001)
- Колесо Перепелкина. (2001)
- Стража Лопухастых островов. (2002)
- Нарисованные герои. (2003)
- Прохождение Венеры по диску солнца. (2004)
- Топот шахматных лошадок. (2005)
- Ампула Грина. (2007)
- Бабочка на штанге. (2009)
- Тополята. (2010)
- Пироскаф «Дед Мазай». (2011)

### Казки про вітрила і крила
- Фрегат «Звенящий». Рассказ об устройстве парусного корабля и плаваниях под парусами (Книга для школьников, интересующихся морским делом). (1997)

#### Летючі Казки
- Лётчик для Особых Поручений. (1972)
- Ковёр-самолёт. (1975)
- Дети Синего Фламинго. (1980)
- Тополиная рубашка. (1984)

#### Казки капітанів
- Старый дом. (1970)
- Баркентина с именем звезды. (1970)
- Возвращение клипера «Кречет». (1983)
- Портфель капитана Румба. (1990)
- «Я больше не буду», или Пистолет капитана Сундуккера. (1995)

#### Казки співаючого кота
- «Чоки-чок», или Рыцарь Прозрачного Кота (Приключения в стране, которая рядом). (1992)
- Серебристое дерево с поющим котом. (1992)

#### Казки та бувальщини Безлюдних Просторів
- Дырчатая Луна. (1993)
- Самолёт по имени Серёжка. (1993)
- Лето кончится не скоро. (1994)
- Взрыв Генерального штаба. (1996)
- Полосатый жираф Алик. (1998)
- Лужайки, где пляшут скворечники. (1998)
- Бабушкин внук и его братья. (1997)
- Топот шахматных лошадок. (2005)
- Ампула Грина. (2007)
- Бабочка на штанге. (2009)

### Книги В. Крапивіна і загону «Каравелла»
- Чем крепче ветер (1972)
- Море в конце переулка (1976)
- Барабанщики, вперёд! (1986)
- Здравствуй, отряд! (1986)
- Непридуманные герои: перекличка времён и событий (2005)